# Le Chevalier lumière
Pour les articles homonymes, voir Sidekick.
Le Chevalier lumière (Sidekicks) est une série télévisée américaine composée d'un pilote de 46 minutes et de 22 épisodes de 24 minutes. Le pilote a été diffusé le 16 février 1986 sous le nom de The Last Electric Knight et la série du 16 septembre 1986 au 13 juin 1987 sur le réseau ABC dans le cadre de Walt Disney Presents.
En France, la série a été diffusée de janvier à juin 1988 dans Le Disney Channel sur FR3. Rediffusion dans Amuse 3 du 2 janvier 1989 à février 1989 sur FR3. Rediffusion du 7 janvier 1990 au 3 juin 1990 dans Le Disney Club sur TF1.

## Synopsis
Ernie Lee, dernier représentant des chevaliers lumière, est un jeune Asiatique élevé par son grand père (qu'Ernie appelle Sabo San). Le vieil homme est sage et philosophe. Dans le pilote, Patricia Blake est une assistante sociale qui s'inquiète de ce qui arrivera à Ernie quand son grand père invalide mourra. Sabo San désigne son voisin policier, le sergent Jake Rizzo, comme futur tuteur d'Ernie. Selon Sabo San, Ernie est assez responsable pour s'occuper de lui-même. Cela étant, il doit trouver un tuteur qui a besoin de lui (ce qui est le cas du Sergent Rizzo qui est un célibataire endurci).
Dans un premier temps, le sergent ne veut pas devenir le père adoptif de l'enfant mais son envie d'approcher la jolie assistante sociale et son empathie pour le jeune garçon font qu'il choisit d'accepter. Au départ, un peu démuni face à ses responsabilités concernant l'éducation d'Ernie, Patricia Blake intervient pour les soutenir tous les deux. Ernie, passé maître dans les arts martiaux grâce à feu son grand-père, maître Sabo San, dont l'esprit l'accompagne, aide régulièrement Jake pour résoudre des affaires policières.
Le jeune Ernie fait usage dans chaque épisode de ses compétences dans les arts martiaux (principalement le taekwondo) contre des adultes malveillants.

## Fiche technique
- Titre original : Sidekicks
- Créateur : Dan Gordon
- Producteurs : Dan Gordon et Rick Rondell
- Producteurs exécutifs : Richard Chapman, Bill Dial et Michael L Weisbarth
- Co-productrice : Sally Baker
- Productrice associée : Janice Cooke-Leonard
- Musique : Joseph Conlan et Rareview
- Directeur de la photographie : F. Pershing Flynn
- Création des décors : Charles Hughes
- Montage : Bill Brame ACE
- Distribution : Peg Halligan, Fern Champion CSA, Pamela Basker CSA et Joanne Koehler
- Compagnies de production : Motown Productions et Walt Disney Television
- Compagnie de distribution : American Broadcasting Company
- Pays :  États-Unis
- Langue : Anglais Mono
- Image : Couleurs
- Ratio : 1.33.1 plein écran
- Format : 35 mm
- Durée : 25 minutes

## Distribution
- Ernie Reyes, Jr. : Ernie Lee
- Gil Gerard : Sergent Jake Rizzo
- Keye Luke : Sabo San
- Nancy Stafford : Patricia Blake
- Vinny Argiro : Capt. Blanks
- Frank Bonner : Det. R.T. Mooney

## Épisodes
1. Le Chevalier lumière (The Last Electric Knight) -  Pilote de 45 minutes
2. La théorie de la relativité (Are These Your Kicks?)
3. La fête de l'école (Open House)
4. Sacrés voisins (I Hate the Neighbors)
5. Double jeu (My Dad the Crook)
6. Drôle de clochard (Down and Out in Van Nuys)
7. Star système (Thrill of the Chase)
8. Catherine (Catherine the Not-So-Great)
9. Mon père est le plus fort (My Dad's Bigger Than Yours)
10. Éducation sentimentale (The Birds and the Killer Bees)
11. La Mama (I Remember Mama, But Does She Remember Me?)
12. Ceintures grises[2] (Grey Belts)
13. Le cousin du bout du monde (The Cousin Who Fell to Earth)
14. Tricherie (Just for Kicks)
15. Un garçon trop curieux (The Boy Who Saw Too Much)
16. Promotion (Kicked Upstairs)
17. Vengeance[3] (An Eye for an Ear)
18. Parole donnée (The Next Best Thing to Winning)
19. Adoption (The Patusani Always Rings Twice)
20. Le club des trois (Petty Cache)
21. Les Mohicans du dimanche (The Worst of the Mohicans)
22. Chevalier et dragons (Playing for Keeps)
23. Lire entre les lignes (Read Between the Lines)